# Yevhen Seleznyov
Yevhen Oleksandrovych Seleznyov  - em ucraniano, Євген Олександрович Селезньов (Makiivka, 20 de julho de 1985) é um ex-futebolista ucraniano, que atuava como atacante. Seu último clube foi Mynai  da Ucrânia.
Na era soviética, seu nome era russificado para Yevgeniy Aleksandrovich Seleznyov (Евгений Александрович Селезнёв, em russo).

## Carreira

### Clubes
Iniciou sua carreira nas categorias de base do Shakhtar Donetsk, profissionalizando-se em 2002, com apenas 17 anos. Ciente da falta de oportunidades no time principal, foi emprestado ao Arsenal Kiev em 2006, tornando-se um dos artilheiros do Campeonato Ucraniano 2007-08, com 17 gols marcados. Com o final de seu empréstimo, voltou ao Shakhtar, mas novamente teve poucas chances.
Em julho de 2009, foi contratado pelo Dnipro por 4,5 milhões de euros. Em três anos pelo time de Dnipropetrovsk, jogou 51 partidas e marcou trinta gols, sendo artilheiro do Campeonato Ucraniano 2010-11 com 17 gols. Voltaria ao Shakhtar em junho de 2011, tendo participado até então de 21 jogos.

## Seleção Ucraniana

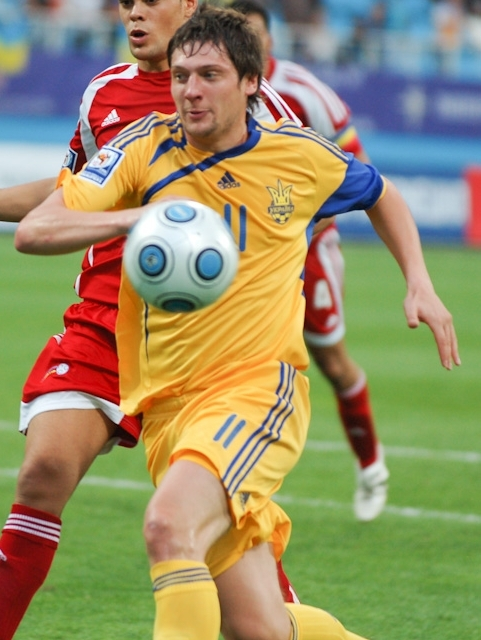
Seleznyov durante partida da Ucrânia.

Tendo atuado em apenas um jogo pela Seleção Ucraniana Sub-21 em 2005, Seleznyov estreou pela equipe principal em 2008, em um amistoso contra a Holanda, marcando seu primeiro gol em novembro do mesmo ano, contra a Noruega. Faz parte da selecção nacional da Ucrânia para o Campeonato da Europa de Futebol
Ele fez parte do elenco da Seleção Ucraniana de Futebol da Eurocopa de 2016.

## Títulos
Em sua carreira, Seleznyov conquistou doze títulos, todos com o Shakhtar Donetsk. Destes, 6 são do Campeonato Ucraniano.